# Андре Малро
Жорж Андре Малро (на френски: Georges André Malraux) е френски писател, политик, общественик (деец срещу фашизма и антисемитизма), военен деец (интербригадист, полковник от ВВС на Испания, после участник във Френската съпротива, полковник от ВС на Франция). 

## Биография
Роден е н Париж на 3 ноември 1901 г. Следва в столичното Национално училище за живи ориенталски езици (днес Национален институт по ориенталски езици и култури).
Още ненавършил 30 години, става известен с няколко романа – „Завоеватели“ (1928) и др. За романа му „Съдбата на човека“ (La condition humaine) е удостоен с престижната френска литературна награда „Гонкур“ през 1933 г.
Не споделя идеите на марксизма, но активно се изказва против настъплението на фашизма, оглавява общественото движение за освобождаване на комунистите Ернст Телман и Георги Димитров в Нацистка Германия. Посещава СССР през пролетта на 1936 г. Участва в антифашистските конгреси на писателите в Париж (1935) и Мадрид (1937).
По време на Гражданската война в Испания командва доброволческа ескадрила на републиканците (1936 – 1937). След началото на Втората световна война бяга от германски плен, ръководи отначало партизанско съединение, а после армейска бригада. 
Той е активен поддръжник на Шарл дьо Гол, след войната отговаря за идеологията и пропагандата в неговата партия. В продължение на 14 години почти без прекъсване заема няколко министерски поста в правителството на Франция:
- министър на информацията (21.11.1945 – 20.01.1946),
- министър на радиото, телевизията и печата (01.06.1958 – 08.01.1959),
- министър по културните въпроси (08.01.1959 – 20.06.1969).

Най-значителните следевоенни произведения на Малро са трактат по философия на изкустваото „Гласове на мълчанието“ (Les voix du silence, 1951) и автобиографията „Антимемоари“ (1967).
Умира в гр. Кретей (в столичния регион Ил дьо Франс) на 23 ноември 1976 г. По повод 20-годишнината от смъртта му по инициатива на бившия премиер Пиер Месмер останките му са изровени и препогребани в столичния Пантеон през 1996 т.

## Филмография
- 1945: L’espoir (роман, сценарий, режисура), със зглавие Sierra de Teruel до 1939 г.
- 1974: Piège pour une fille seule (роман)